# Pappognatha
Pappognatha (лат.) — род ос-немок (бархатных муравьёв) из подсемейства Sphaeropthalminae (триба Sphaeropthalmini).

## Распространение
Новый Свет: Центральная и Южная Америка.

## Описание
Среднего размера осы-немки (длина около 1 см) с очень крупной головой. От близких родов фауны Америки отличается следующими признаками: у самок и самцов полностью опушённые жвалы; оба пола имеют крупную субквадратную голову, которая шире груди; окраска чёрная (иногда со светлыми отметинами на голове, груди и брюшке). Некоторые виды мимикрируют муравьёв (например, Pappognatha myrmiciformis сходен с муравьями Camponotus sericeiventris). На стадии личинок паразитируют на орхидных пчёлах рода Euglossa.

## Классификация
Известно около 15 видов, большая часть которых описана только по самкам. Род Pappognatha Mickel, 1939 был впервые выделен в 1939 году на основании типового вида Mutilla pertyi Dalla Torre, 1897. Последняя ревизия рода проведена в 2005 году панамскими энтомологами Диомедом Квинтеро (исп. D. A. Quintero) и Роберто Камбра (R. A. Cambra, оба из Университета Панамы, Панама).
- P. arenacea Mickel, 1939 (=sabulosa)
- P. carmo (Cresson, 1902)
- P. egregia Mickel, 1939
- P. lauta Mickel, 1939
- P. limes Mickel, 1939
- P. myrmiciformis (Cameron, 1897)
- P. obliqua Mickel, 1939
- P. panamensis Quintero & Cambra, 2005
- P. patruelis (Andre, 1898)
- P. pertyi (Dalla Torre, 1897)
- P. peruana Quintero & Cambra, 2005
- P. radiata  (André, 1906)
- P. rotifera (Gerstaecker, 1874)
- P. speciosa Mickel, 1939
- P. torquata Mickel, 1939
- Другие виды